# Calopadiopsis
Calopadiopsis är ett släkte av lavar. Calopadiopsis ingår i familjen Ectolechiaceae, ordningen Lecanorales, klassen Lecanoromycetes, divisionen sporsäcksvampar och riket svampar.
|               | Lopadium                                     |
|               |                                              |
|               | Sporopodium                                  |
|               |                                              |
|               | Loflammiopsis                                |
|               |                                              |
| Calopadiopsis | \| \| Calopadiopsis tayabasensis \| \| \| \| |
|               | \| \| Calopadiopsis tayabasensis \| \| \| \| |
|               | Tapellariopsis                               |
|               |                                              |
|               | Pseudocalopadia                              |
|               |                                              |
|               | Loflammia                                    |
|               |                                              |
|               | Sporopodiopsis                               |
|               |                                              |
|               | Tapellaria                                   |
|               |                                              |
|               | Lasioloma                                    |
|               |                                              |
|               | Pyrenotrichum                                |
|               |                                              |
|               | Calopadia                                    |
|               |                                              |
|               | Logilvia                                     |
|               |                                              |
|               | Barubria                                     |
|               |                                              |
|               | Badimia                                      |
|               |                                              |
|               | Calopadiopsis tayabasensis                   |
|               |                                              |

|  | Calopadiopsis tayabasensis |
|  |                            |